# Claro de Vienne
Claro de Vienne o Claro de Dauphiné (Gabion, siglo VI-Vienne, 1 de enero de 660) fue un religioso franco, fundador de un monasterio en Vienne, del que llegó a ser abad.

## Hagiografía
Claro recibió este nombre en su juventud debido a su lucidez, no tanto en las ciencias humanas, cuanto en la percepción de las cosas espirituales.
Fue nombrado abad del monasterio de San Marcelo, en Vienne  a principios del siglo VII. Según la tradición, fue el primer monje de la abadía de San Ferrol, era muy estimado por Cadeoldo, arzobispo de Vienne y fue nombrado director espiritual del convento de Santa Blandina. Murió como abad de San Marcelo.
Fue canonizado en 1903 por el papa Pío X, y está considerado como el patrón de los sastres.